# Pierre Germain (compositeur)
Pour les articles homonymes, voir Pierre Germain et Germain.
Pierre Germain est un compositeur de musique français né à Castelnaudary le 24 décembre 1817, et mort à Carcassonne le 3 janvier 1891.

## Biographie
Il est venu à Carcassonne fort jeune. Son père, violoncelliste, l'a inscrit au conservatoire de musique de Paris. Il est admis, en 1833, dans la classe préparatoire de M. Guérin, puis, du 9 décembre 1835 jusqu'en novembre 1839, dans celle de François-Antoine Habeneck. Il a étudié le piano et l'harmonie avec Auguste Barbereau auquel il a présenté des fantaisies pour piano et violon, un trio, un quatuor et un quintette. Son père ne pouvant plus assuré son métier de professeur lui a demandé de revenir à Carcassonne pour subvenir aux besoins de sa grande famille. Il est devenu professeur au lycée de Carcassonne et a épousé la fille du peintre Honoré Prache.
En 1841, il est nommé organiste de l'église Saint-Vincent de Carcassonne. 
En mars 1859, il fait la rencontre de Louis Metge (Pezens, 1829- ) qui va lui écrire le livret d'un opéra en quatre actes, Simon de Montfort devant Carcassonne. La musique de l'opéra est terminée au printemps 1860. Les répétitions de l'orchestre de la Société philharmonique de Carcassonne et l'Union vocale sont dirigées par Charles Scheurer. Grâce à l'appui de Paul-Auguste Roques-Salvaza, député-maire de Carcassonne, il a pu engager des solistes. Honoré Prache a fait les décors. La première représentation a été faite le 18 septembre 1860. Grâce au succès de l'opéra, le Ministère de la maison de l'Empereur et le Ministère d'État ont versè respectivement les sommes de 1000 et 500 francs pour faire graver la partition. L'opéra est repris au théâtre du Capitole de Toulouse, en 1862. Les auteurs ont ajouté un acte et un ballet. Les deux auteurs montent ensuite à Paris où ils rencontrent Alphonse Royer, directeur de l'opéra, qui accepte d'examiner la partition. Mais en 1862, il est remplacé par Émile Perrin qui a refusé l'opéra.
Dans la même période, Metge et Germain ont écrit l'opéra Jeanne d'Arc. Il est terminé en juin 1863. Ils obtiennent l'appui du comte Bacciochi mais se heurtent au refus d'Émile Perrin. Proposé à Léon Carvalho, directeur du Théâtre-Lyrique, l'opéra est de nouveau refusé. Grâce à l'appui d'un négociant de Carcassonne banquier à Paris, ils ont pu organiser, le 10 avril 1864, une lecture de l'opéra pour montrer sa qualité à Léon Carvalho. Celui-ci a continué à refuser car la longueur de l'opéra et la méconnaissance des auteurs à Paris lui paraissait financièrement trop risqué. Il a accepté de faire jouer un opéra plus réduit. 
Pierre Germain amène un an plus tard à Léon Carvalho la partition d'un opéra en trois actes, Le Bâtard de Cerdagne. Pierre Germain obtient de celui-ci un engagement de faire jouer l'opéra en janvier 1866, mais Louis Metge, échaudé par les refus précédents obtient un engagement écrit pour le faire exécuter dans un délai de quinze mois. Léon Carvalho n'ayant pas respecté ses engagements, ils lui font un procès et le gagnent. Léon Carvalho est condamné à leur payer 750 francs à chacun en dédommagement et à faire jouer l'opéra, mais le 14 mai 1868 il est déclaré en faillite. La partition restée au Théâtre Lyrique est détruite pendant la Commune. Pierre Germain a reconstitué la partition. L'opéra est représenté à Brest, le 23 novembre 1880. Les représentations s'arrêtèrent à la troisième. Il a été donné à Carcassonne en 1885.
Pierre Germain a composé treize actes d'opéras, deux messes, deux cantates pour orchestre, un volume de cantiques.
Ses partitions sont conservées à la bibliothèque municipale de Carcassonne.
Il a été inhumé dans le cimetière Saint-Vincent de Carcassonne.

## Distinction
- Officier d'académie

## Hommage
Rue Pierre Germain, à Carcassonne.